# Onthophagus lenzi
Onthophagus lenzi là một loài bọ cánh cứng trong họ Bọ hung (Scarabaeidae).